# Щербаков Володимир Іванович (генерал)
Володи́мир Іва́нович Щербако́в (рос. Владимир Иванович Щербаков; 14 липня 1901 — 4 листопада 1981) — радянський воєначальник, генерал-лейтенант (28.04.1943).
Обирався депутатом Верховної Ради СРСР 3-го скликання (1950—1954).

## Життєпис
Народився у селі Уривки, нині Єлецького району Липецької області Росії.
У лавах Червоної армії з 17 квітня 1919 року. Учасник громадянської війни в Росії, пройшов шлях від червоноармійця до командира роти. У 1920—1921 роках у складі 212-го Московського стрілецького полку 24-ї Самаро-Ульянівської Залізної стрілецької дивізії воював в Україні проти військ армії УНР.
З листопада 1923 року проходив військову службу в 286-му стрілецькому полку 96-ї стрілецької дивізії Українського військового округу: командир роти, командир батальйону, тво начальника штабу полку. У 1927—1928 роках навчався на Стрілецько-тактичних курсах удосконалення командного складу РСЧА «Постріл» імені Комінтерна. З листопада 1930 року — на викладацькій роботі: викладач тактики, згодом — начальник навчальної частини Школи з перепідготовки командирів запасу імені В. І. Леніна (з 1932 року — КУКС командного складу запасу).
З липня 1938 року — тво командира і помічник командира 90-ї стрілецької дивізії Ленінградського військового округу. З лютого 1939 року — командир 104-ї стрілецької дивізії того ж округу. У вересні 1939 року дивізія морем була перекинута в район півострова Рибальський і на південний беріг Мотовської затоки. З початком радянсько-фінської війни 104-та стрілецька дивізія перейшла радянсько-фінський кордон, оволоділа містом Петсамо, портом Ліїнахамарі, селищем Луостарі і вийшла на державний кордон з Норвегією, де зайняла оборону. 4 червня 1940 року присвоєне військове звання генерал-майор.
З січня 1941 року — командир 50-го стрілецького корпусу Ленінградського військового округу, на цій посаді зустрів початок німецько-радянської війни. У серпні 1941 року призначений командувачем 8-ї армії Ленінградського фронту. З березня 1942 року — заступник командувача 23-ї армії. З квітня 1942 року і до кінця війни — командувач 14-ї армії Карельського фронту (з січня 1945 року — Біломорського військового округу).
У жовтні 1945 року призначений заступником командувача військами Прибалтійського військового округу. З лютого 1946 року навчався на Вищих академічних курсах при Вищій військовій академії імені К. Є. Ворошилова. З лютого 1947 року — командувач військами Архангельського, а з травня 1949 року — командувач військами Горьківського військового округів. З жовтня 1953 року обіймав посаду 1-го заступника командувача військами Воронезького військового округу. 22 серпня 1957 року генерал-лейтенант В. І. Щербаков вийшов у відставку.
Мешкав у Ленінграді, де й помер. Похований на військовому кладовищі в Мартишкіно, поблизу Оранієнбаума.

## Нагороди
Нагороджений орденом Леніна (21.02.1945), чотирма орденами Червоного Прапора (05.02.1940, 06.02.1942, 03.11.1944, 20.06.1949), орденами Суворова 1-го ступеня (02.11.1944), Червоної Зірки (…) і медалями.